# 대종 (수호전)

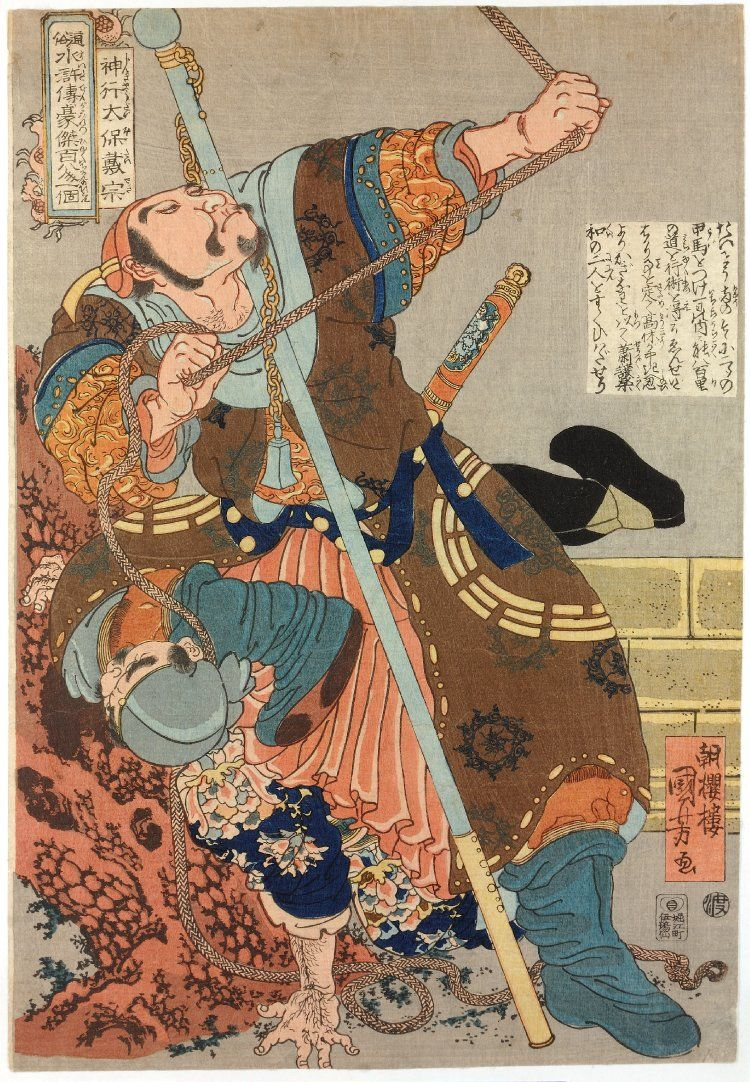
우타가와 구니요시가 그린 대종 우키요에

대종(중국어 정체자: 戴宗 다이쭝[*])은 중국의 사대기서 중 하나인 《수호전》에 등장하는 인물로, 108성 중 20위이자 천강성(天罡星)의 천속성(天速星)에 해당한다. 신행법(神行法)이라는 도술을 써 하루에 800 리를 간다 하여 신행태보(神行太保)라는 별호로 불리며, 본래는 도사(道士)였다.

## 생애
강주(江州)의 옥리(獄吏)이며, 수하에 있는 이규(李逵)와 함께 죄인들을 다스렸다. 또한 하루에 800 리를 갈 수 있는 신행법(神行法)이라는 도술(道術)을 사용하며, 채경(蔡京)의 아들인 채득장(蔡得章)의 파발꾼 역할을 맡기도 했다.
어느 날 인망이 높기로 유명한 송강(宋江)이 강주로 유배를 오면서 친한 친구인 오용(吳用)의 편지를 갖고 오자 대종은 송강을 환대하고 친하게 지냈지만, 이후 송강은 황문병(黃文炳)에 의해 모반을 하려 했다는 누명을 쓰고 사형수를 가두는 감옥에 들어가게 되었다. 송강이 결백하다는 것을 알고 있었던 대종은 채득장에게 자초지종을 설명했지만 받아들여지지 않았고, 대신 채득장에게 송강에 대한 판결을 묻는 편지를 채경에게 보내라는 명령을 받았다. 그 뒤 대종은 신행법을 써 동경(東京)으로 가던 도중 우연히 양산박(梁山泊)에 들러 두령인 조개(晁蓋)와 오용을 만났으며, 오용은 송강을 동경으로 호송하라는 내용의 가짜 편지를 써 송강을 호송하는 부대가 양산박 근처에 오면 송강을 구하자는 계획을 구상했다. 대종은 가짜 편지를 들고 강주로 가 채득장에게 전했으며, 채득장은 편지를 읽고는 송강을 동경으로 호송하려 했으나 황문병이 가짜 편지임을 간파해 대종 또한 체포되어 처형될 위기에 처했다. 이후 송강과 대종의 처형 당일 이규와 양산박 산적들의 도움으로 송강과 대종은 풀려났으며, 대종은 양산박 산적들과 함께 양산박으로 대피해 양산박의 일원이 되었다.
그 뒤 대종은 자신의 장기인 신행법을 이용해 다방면에서 활약했으며, 정보 수집·전령·첩보 공작 · 포로 구출·실종자 및 인재 수색 등을 담당했다. 특히 양림(楊林)·배선(裴宣)·등비(鄧飛)·맹강(孟康)이 양산박에 합류하는 데 결정적인 역할을 했으며, 석수(石秀)·양웅(楊雄)·시천(時遷)이 양산박의 일원이 되는 일에 기여하였다.
108성 집결 이후에도 계속 정보 수집 등을 담당했으며, 방랍(方臘)의 난을 평정한 뒤 양산박 군이 해산한 이후에는 무절장군(武節將軍)에 천거되었으며, 연주(兗州)의 사령관으로 발령받았으나 이를 거부하고 태산(泰山)으로 출가하였다. 몇 달 뒤 대종과의 이별을 아쉬워하며 열린 연회(宴會) 도중 자신의 수명이 다했음을 깨닫고는 웃으면서 편히 세상을 떠났으며, 사후에도 꿈 속의 휘종(徽宗)을 양산박으로 이끄는 역할을 수행했다.

## 대중 문화
영상 매체에서 대종을 연기한 배우는 다음과 같다.
- 리헝: 영화 《수호전》(1972), 영화 《탕구지》(1975)
- 장원성: 드라마 《핍상양산》(1976)
- 바오궈안: 드라마 《수호》(1983)
- 가오전마오: 드라마 《수호》(1983)
- 류쭝유: 드라마 《수호》(1983)
- 왕지밍: 드라마 《수호전》(1998)
- 왕젠쥔: 영화 《이규전기》(1999)
- 징강산: 드라마  《타호산객잔》(2008)
- 위보닝: 드라마  《수호전》(2011)
- 천웨: 드라마  《무송》(2013)